# Porra antequerana

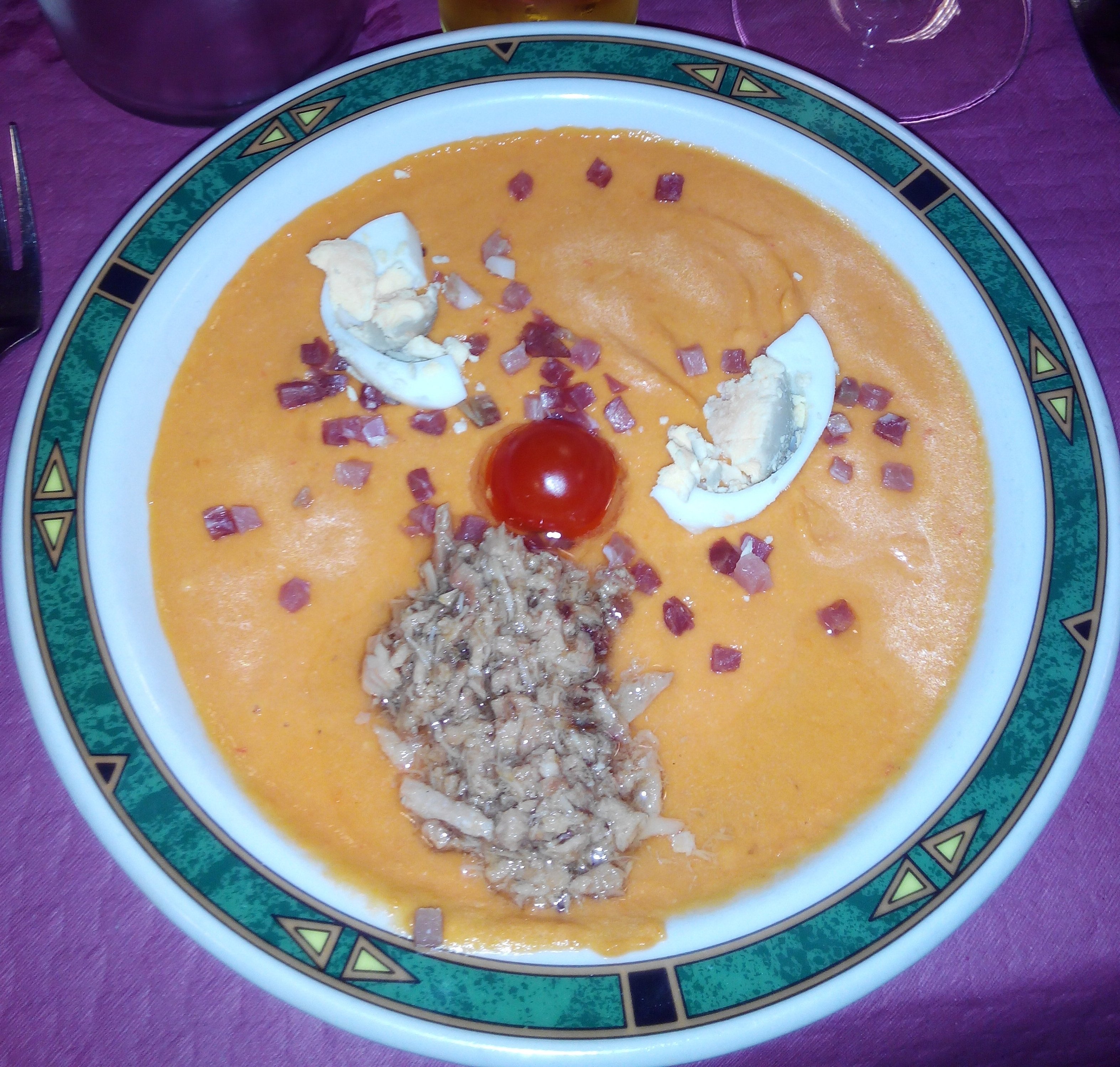

A porra antequerana (também conhecida como porra crúa) é um prato frio típico da região de Antequera, cidade da província de Málaga, Espanha.
É uma variante do gazpacho, contendo ingredientes similares ao salmorejo cordobês, com algumas variantes (tomates, pão sem cortesia, azeite, sal, pimenta verde e alhos) e seu nome deriva do utensílio (a porra (porrete)) com o que se lhe dava golpes para prepará-la. Deve-se servir muito fria, acompanhada de atum, presunto serrano cortado em daditos e ovo duro. 
Em Archidona também é tradicional consumir este prato, servindo-se acompanhado de vinho gratuitamente entre os assistentes a um festival flamenco chamado "porra flamenca".